# 密西根州共和黨
密歇根州共和党（英語：Michigan Republican Party）或譯共和党密歇根州联委会（MIGOP），是美国共和党位于密歇根州的州属政党，是密歇根州议会的反对党，现任州主席是皮特·胡克斯特拉。